# Francis Reginald Wingate
El general Sir Francis Reginald Wingate, 1r Baronet GCB GCVO GBE KCMG DSO TD (25 de juny de 1861 – 29 de gener de 1953), normalment esmentat com a Reginald Wingate, fou un militar Britànic i administrador a Egipte i el Sudan.

## Primers anys
Wingate va néixer a Port Glasgow, al comtat de Renfrewshire (ara Inverclyde), sent el setè fill d'Andrew Wingate, un comerciant tèxtil de Glasgow, i d'Elizabeth, filla de Richard Turner de Dublín. El seu pare moria quan tenia un any, i la família, en circumstàncies de dificultat, passava a Jersey, on se l'educava a la Colegiata de l'Escola de St. James.

## Carrera Militar
Ingressava a l'Acadèmia Militar Reial de Woolwich, i fou nomenat tinent a l'artilleria Reial el 27 de juliol de 1880. Va servir a l'Índia i a Aden des del març 1881 a 1883, quan es va unir al 4t batalló de l'exèrcit egipci en el moment en què fou reorganitzat per Sir Evelyn Wood amb el rang de major. En l'expedició en ajut de Gordon de 1884–1885 era ajudant de camp (ADC) i secretari militar de Sir Evelyn. El 1883 rebia l'ordre d'Osmanieh de 4a Classe del Khediv. El juny de 1885 era esmentat en serveis d'operacions a Suakin i el Nil Superior.
Després d'un nomenament a Anglaterra per un període breu com ADC de Wood, que era ara l'oficial general que manava el Districte Oriental, es va unir a l'exèrcit egipci el 1886 com a secretari militar assistent de Sir Francis Grenfell. En aquest any fou ascendit a capità.; el 1887 rebia l'orde de Medjidieh de 4a classe. Va participar el 1889 en les operacions en la frontera del Sudan, incloent el combat de Toski - per al qual se li va atorgar l'Orde del Servei Distingit (DSO)- i en operacions posteriors el 1891, sent present a la captura de Tokar. El seu treball principal era en la branca d'intel·ligència, de la qual es convertia en vice-general ajudant el 1888 i director el 1892. Un màster d'àrab, el seu coneixement del país, l'examen de presoners, refugiats i altres del Sudan, i l'estudi de documents captats dels dervissos li va permetre publicar el 1891 Mahdiism and the Egyptian Sudan, un relat autoritzat de l'ascens del mahdi Muhàmmad Àhmad i dels subsegüents esdeveniments al Sudan fins a aquella data. El 1891 se'l promovia a la 3a classe de l'Ordre del Medjidieh. El 1894 era governador de Suakin. Se'l va nomenar company de l'Orde del Bany (CB) en la festa d'aniversari de la reina el 1895. i fou promogut a tinent coronel el 18 de novembre de 1896.
En gran part mercès a la seva ajuda, el pare Joseph Ohrwalder i dues monges es van poder escapar d'Omdurman el 1891. Wingate també va fer els arranjaments que conduïren a la fugida de Slatin Pasha el 1895. Traduïa a l'anglès la narrativa del pare Ohrwalder Ten Years in the Mahdi's Camp, (1892) i el llibre de Slatin Fire and Sword in the Sudan (1896).
Com a director d'intel·ligència militar va servir a les campanyes de 1896–1898 que acabaren en la reconquesta del Sudan, incloent-hi la batalla de Firket, les batalles d'Atbara i Omdurman i l'expedició a Fashoda. Se l'esmentava una altra vegada a diversos informes per a aquest treball. Breument (març a juny de 1897) va anar a Abissínia com segon al capdavant de la missió de Rennell Rodd, per al qual se li atorgava l'estrella d'Etiòpia de 2a classe. Per als seus serveis se'l promovia a coronel i rebia un ADC extra de la Reina Victòria el 17 de desembre de 1897, rebent l'agraïment del Parlament, i era nomenat Comandant Cavaller de L'orde de Sant Miquel i Sant Jordi (KCMG) l'11 de novembre de 1898. El 8 de setembre de 1898 se'l promovia al rang regimental de comandant (major). Wingate fou al capdavant d'una força expeditionary que el novembre de 1899 derrotava el romanent de les forces dels dervissos a Umm Diwaykarat, Kordofan, en la que el khalifa Abdullahi, cap dels mahdistes, va estar entre els morts. Per a aquesta consecució se'l promovia a comandant Cavaller de l'Ordre del Bany (KCB) el 13 de març de 1900 i rebia l'Ordre d'Osmanieh de 2a classe.

## Carrera administrativa
El desembre de 1899, en ser convocat Lord Kitchener a Sud-àfrica, Sir Reginald Wingate el va succeir com a governador general del Sudan i sirdar de l'exèrcit egipci, sent promogut a Major-general el 22 de desembre de 1899. La seva administració del Sudan angloegipci, entre 1899 i 1916, va tenir èxit, amb el país recobrant un cert grau de prosperitat i la seva infraestructura fou reconstruïda i ampliada. El 1901 se'l promovia a l'Ordre del Medjidieh de 1a classe i el 1905 rebia l'Ordre de l'Osmanieh de 1a Classe. El 1903 se'l promovia a Major General i el 1908 a Tinent General. També se'l creava paixà i el 1905 rebia el grau honorari de DCL (Doctor en Dret Civil) de la Universitat d'Oxford. El 1909, a instàncies del govern britànic, Wingate emprenia una missió especial a Somalilàndia per informar de la situació militar en connexió amb l'evacuació proposada de l'interior del protectorat. Se'l nomenava Cavaller de la Gran Creu de L'ordre Reial Victorià (GCVO) el 17 de gener de 1912, Cavaller Gran Creu de l'Ordre del Bany (GCB) en les celebracions d'Aniversari del Rei de 1914, i Cavaller amb Gran Creu de l'Ordre de l'Imperi Britànic (GBE) en les celebracions del nou any 1918. Fou nomenat Coronel Honorari del 7è Batalló, Regiment de Manchester, el 16 de desembre de 1914, i coronel comandant de l'Artilleria Reial el 17 de maig de 1917. El 1915 se li atorgava el Gran Cordó de l'Ordre del Nil i el 1917 el Gran Cordó de l'Orde de Muhammad Ali. Fou promogut a general entre 1912 i 1914. Des de 1916 a 1919 era també comandant d'operacions militars a l'Hedjaz.
El 1917, Wingate succeïa a Sir Henry McMahon com Alt Comissionat a Egipte, un càrrec que ocupava fins a 1919. No era un administrador reeixit en el diferent clima polític d'aquell país, i va ser fet responsable dels aldarulls incitats per Saad Zaghlul i el seu partit que s'estenien per Egipte. Enfadat amb el seu tractament, Wingate es negava a dimitir efectivament, fins i tot després que se'l canviés oficialment per Edmund Allenby (Lord Allenby), i s'amenacés avergonyir al govern britànic. Fou fet cavaller del Venerable Orde de Sant Joan el 1919. Se li denegava el nomenament de par o una altra nomenament, encara que se'l va crear baronet en les celebracions de l'Aniversari del Rei de 1920, publicat com Baronet Wingate de Dunbar, al Comtat d'Haddington, i de Port Sudan. Mai va tenir un altre càrrec públic o militar, i es va retirar de l'exèrcit l'1 de febrer de 1922, i fou director d'un cert nombre de companyies. Continuava ocupant posicions honorífiques a l'exèrcit: com a Coronel Comandant de l'Artilleria Reial i Coronel Honorífic del 6è i 7è batallons del Regiment de Manchester (nomenat el 1941 i que va conservar fins al 27 de setembre de 1949.). Se li atorgava l'anomenada Condecoració d'eficiència el 1935. També se'l nomenava Lloctinent Suplent pel comtat d'East Lothian. Durant molts anys era el general més antic de l'Exèrcit Britànic.
Wingate es va casar amb Catherine Rundle (després dame Catherine Wingate) el 18 de juny de 1888. Estava emparentat a Orde Wingate, qui manava unitats de comando britàniques a Palestine, el Sudan i Birmània abans i durant la Segona Guerra Mundial.
Va morir el 29 de gener de 1953. Fou succeït com a baronet pel seu fill Ronald Wingate.